# Coppa delle nazioni oceaniane 2004
La Coppa delle nazioni oceaniane 2004 (2004 OFC Nations Cup) fu la settima edizione della Coppa delle nazioni oceaniane, competizione calcistica per nazionali organizzata dalla OFC. La competizione si svolse in Australia dal 29 maggio 2004 al 12 ottobre 2004 e vide la partecipazione di sei squadre: Australia, Figi, Isole Salomone, Nuova Zelanda, Tahiti e Vanuatu. Il torneo valse anche come qualificazione per la FIFA Confederations Cup 2005 e per il Campionato mondiale di calcio 2006 (ad eccezione della finale).

## Formula
- Qualificazioni

Australia e Nuova Zelanda sono qualificate direttamente alla fase finale. Rimangono 10 squadre per 4 posti disponibili per la fase finale: due gruppi da cinque squadre, giocano partite di sola andata, le prime due classificate si qualificano alla fase finale.
- Fase finale

Girone unico - 6 squadre: giocano partite di sola andata. La prima e la seconda classificata si qualificano per la finale di andata e ritorno per il 1º posto; la vincente si laurea campione OFC. La prima e la seconda classificata si qualificano anche per la finale di andata e ritorno per lo spareggio CONMEBOL-OFC valido per il Campionato mondiale di calcio 2006.

## Squadre
| Pr. | Squadra        | Data di qualificazione certa | Partecipante in quanto                                    | Partecipazioni precedenti al torneo    | Ultima presenza    |
| --- | -------------- | ---------------------------- | --------------------------------------------------------- | -------------------------------------- | ------------------ |
| 1   | Australia      | -                            | Qualificata di diritto                                    | 5 (1980, 1996, 1998, 2000, 2002)       | Nuova Zelanda 2002 |
| 2   | Nuova Zelanda  | -                            | Qualificata di diritto                                    | 6 (1973, 1980, 1996, 1998, 2000, 2002) | Nuova Zelanda 2002 |
| 3   | Isole Salomone | 19 maggio 2004               | 1ª classificata del Gruppo A della fase di qualificazione | 4 (1973, 1980, 2000, 2002)             | Nuova Zelanda 2002 |
| 4   | Tahiti         | 19 maggio 2004               | 2ª classificata del Gruppo A della fase di qualificazione | 6 (1973, 1980, 1996, 1998, 2000, 2002) | Nuova Zelanda 2002 |
| 5   | Vanuatu        | 19 maggio 2004               | 1ª classificata del Gruppo B della fase di qualificazione | 5 (1973, 1980, 1998, 2000, 2002)       | Nuova Zelanda 2002 |
| 6   | Figi           | 19 maggio 2004               | 2ª classificata del Gruppo B della fase di qualificazione | 4 (1973, 1980, 1998, 2002)             | Nuova Zelanda 2002 |

Nella sezione "partecipazioni precedenti al torneo", le date in grassetto indicano che la nazione ha vinto quella edizione del torneo, mentre le date in corsivo indicano la nazione ospitante.

## Fase finale

### Girone unico
| Pos | Squadra        | G | V | N | P | GF | GS | DG  | Pt | Risultato                               |
| --- | -------------- | - | - | - | - | -- | -- | --- | -- | --------------------------------------- |
| 1   | Australia      | 5 | 4 | 1 | 0 | 21 | 3  | +18 | 13 | Qualificate alla finale per il 1º posto |
| 2   | Isole Salomone | 5 | 3 | 1 | 1 | 9  | 6  | +3  | 10 | Qualificate alla finale per il 1º posto |
| 3   | Nuova Zelanda  | 5 | 3 | 0 | 2 | 17 | 5  | +12 | 9  |                                         |
| 4   | Figi           | 5 | 1 | 1 | 3 | 3  | 10 | −7  | 4  |                                         |
| 5   | Tahiti         | 5 | 1 | 1 | 3 | 2  | 24 | −22 | 4  |                                         |
| 6   | Vanuatu        | 5 | 1 | 0 | 4 | 5  | 9  | −4  | 3  |                                         |

| Arbitro: | Larsen |

|               |           |  |
| Bresciano 40’ | Marcatori |  |

| Arbitro: | Shield |

|                 |           |  |
| Suri 51’ (rig.) | Marcatori |  |

| Adelaide 29 maggio 2004 | Tahiti | 0 – 0 | Figi | Hindmarsh Stadium (3 000 spett.)\| Arbitro: \| Farina \| |
| Arbitro:                | Farina |       |      |                                                          |

| Arbitro: | Attison |

|                                                                                                  |           |  |
| Cahill 14’, 47’ Skoko 43’ Simon 45’ (aut.) Sterjovski 51’, 62’, 74’ Zdrilic 85’ Chipperfield 90’ | Marcatori |  |

| Arbitro: | Iturralde González |

|                                  |           |  |
| Fisher 36’ Oughton 81’ Lines 90’ | Marcatori |  |

| Arbitro: | Ariiotima |

|  |           |          |
|  | Marcatori | 74’ Toma |

| Arbitro: | Iturralde González |

|                                                  |           |              |
| Madaschi 6’, 50’ Cahill 39’, 66’, 75’ Elrich 89’ | Marcatori | 19’ Gataurua |

| Arbitro: | Farina |

|                 |           |                                               |
| Coveny 61’, 75’ | Marcatori | 37’ Chillia 64’ Bule Bibi 72’ Maleb 88’ Qorig |

| Arbitro: | Rakaroi |

|                                     |           |  |
| Faarodo 9’ Menapi 14’, 79’ Suri 41’ | Marcatori |  |

| Arbitro: | Ariiotima |

|                             |           |  |
| Aloisi 25’, 84’ Emerton 81’ | Marcatori |  |

| Arbitro: | Shield |

|                                                                                 |           |  |
| Coveny 7’, 39’, 45+’ Fisher 15’, 23’, 64’ Jones 73’ Oughton 75’ Nelsen 83’, 88’ | Marcatori |  |

| Arbitro: | Attison |

|                         |           |          |
| Kakai 16’ Houkarawa 83’ | Marcatori | 21’ Toma |

| Arbitro: | Rakaroi |

|          |           |                         |
| Iwai 23’ | Marcatori | 40’ Temataua 89’ Wajoka |

| Arbitro: | Iturralde González |

|                        |           |                 |
| Cahill 51’ Emerton 53’ | Marcatori | 44’, 75’ Menapi |

| Arbitro: | Larsen |

|                     |           |  |
| Bunce 8’ Coveny 56’ | Marcatori |  |

### Finale
| Arbitro: | O'Leary |

|          |           |                                                  |
| Suri 60’ | Marcatori | 5’, 28’ Skoko 19’ Milicic 43’ Emerton 79’ Elrich |

| Arbitro: | Rakaroi |

|                                                                     |           |  |
| Milicic 5’ Kewell 8’ Vidmar 60’ Thompson 79’ Elrich 82’ Emerton 89’ | Marcatori |  |

## Statistiche

### Classifica marcatori
6 reti
- Tim Cahill
- Vaughan Coveny

4 reti
- Brett Emerton
- Brent Fisher
- Commins Menapi

3 reti
- Ahmad Elrich
- Josip Skoko
- Mile Sterjovski
- Batram Suri

2 reti
- John Aloisi
- Ante Milicic
- Adrian Madaschi
- Veresa Toma
- Ryan Nelsen
- Duncan Oughton

1 rete
- Marco Bresciano
- Scott Chipperfield
- Harry Kewell
- Archie Thompson
- Tony Vidmar
- David Zdrilić
- Laisiasa Gataurua
- Che Bunce
- Neil Jones
- Aaron Lines
- Henry Fa'arodo
- Mahlon Houkarawa
- Paul Kakai
- Gabriel Wajoka
- Axel Temataua
- Lexa Bibi
- Richard Iwai
- Jean Maleb
- Seimata Chilia
- Alphose Qorig

Autoreti
- Vincent Simon